# Blue Bird (canción)
«Blue Bird», décimo sencillo de la banda japonesa Ikimono Gakari, lanzado el 9 de julio de 2008, para formar parte de su tercer álbum My Song Your Song.
Utilizada en la serie de animación Naruto: Shippūden como 3º Opening de esta.

## Canciones
1. Blue Bird (ブルーバード)
2. Natsuiro Wakusei (夏色惑星) "Planeta de color negro"
3. Bluebird: Instrumental